# Culex malayensis
Culex malayensis är en tvåvingeart som beskrevs av Sirivanakarn 1972. Culex malayensis ingår i släktet Culex och familjen stickmyggor. Inga underarter finns listade i Catalogue of Life.